# M14
M14 (denumire oficială: United States Rifle, 7,62 mm, M14) este o pușcă automată care folosește cartușul 7,62×51mm NATO (.308 Winchester). A fost în dotarea armatei americane între anii 1959-1970. M14 este folosită și în prezent, în serviciu limitat sau ca armă ceremonială. A fost ultima pușcă automată livrată în număr mare armatei americane, fiind înlocuită de pistolul-mitralieră M16 (pușcă de asalt conform clasificării occidentale). Puștile cu lunetă M21 și M25 sunt variante ale modelului M14.